# 20 (عدد)
20 (عشرون) هو عدد طبيعي يلي العدد 19 ويسبق العدد 21. العدد ليس أوليا لأنه يقبل القسمة على الأعداد 1 و2 و4 و5 و10 ونفسه بدون باق.

## في العلوم
- هو العدد الذري للكالسيوم
- حسب يقول مبدأ باريتو، إن 80% من النتائج سببها 20% من الأسباب.

## في الإسلام
ذكر الرقم عشرون في القرآن مرة واحدة، في الآية القائلة:﴿إِنْ يَكُنْ مِنْكُمْ عِشْرُونَ صَابِرُونَ يَغْلِبُوا مِائَتَيْنِۦۚ﴾ [الأنفال:65].

## في اللغة

### النسبة
النسبة إلى العدد عشرين هي عشرينيّ، وأما النسبة إلى السنوات في العقد العشرين فيقال «عشرينات» و«عشرينيّات»، و«في العشرين» أي في العقد العشرين.

### المعدود
بعد العدد عشرين، يكون المعدود منصوباً بالفتحة، يقال عشرون بلداً.